# Jessie Cameron
Jessie Forbes Cameron (* 8. Januar 1883 in Stanley, Schottland; † 27. März 1968 in Southwold) war eine britische Mathematikerin, die 1912 als erste Frau an der Marburger Universität in Mathematik promovierte.

## Leben und Wirken
Diw Eltern von Jessie Cameron waren James Cameron, Schuldirektor einer Dorfschule und seine Frau Jessie Forbes. Sie war eines von acht Kindern.
Nach dem Besuchen der Perth Academy studierte Jessie Cameron vier Semester an der Universität Edinburgh. Die darauffolgenden Jahre (1905–1908) verbrachte sie mit dem Studium der Mathematik am Newnham College der Universität Cambridge. Sie schloss als eine der Jahrgangsbesten mit dem Bachelor of Arts (B.A.) ab. 
Für das folgende  Sommersemester 1909 und Wintersemester 1909/10 wechselte Cameron an die Universität Göttingen. Hier besuchte sie unter anderem Vorlesungen von Felix Bernstein, David Hilbert, Edmund Landau, Karl Schwarzschild und Woldemar Voigt. Anschließend setzte sie ihr Studium für drei Semester an der Universität Marburg  fort. Sie hörte  Vorlesungen von Wilhelm Feußner, Ernst Hellinger, Kurt Hensel, Paul Natorp, Franz Richarz und Franz Arthur Schulze.
Unter der Betreuung von Kurt Hensel fertigte Cameron ihre Dissertation „Über die Zerlegung einer Primzahl in einem komponierten Körper“ an. Die Arbeit wurde am 20. November 1911 als Dissertation angenommen, mit opus valde laudabile als „sehr lobenswertes Werk“ bewertet und 1912 publiziert.
Nach ihrer Promotion kehrte Cameron von 1912 bis 1913 als „Assistant Lecturer“ an das Newnham College in Cambridge zurück.
Am 28. September 1912 heiratete Cameron den Juristen Edward Vincent Thompson und brachte eine Tochter und zwei Söhne zur Welt. Bis 1927 arbeitete Cameron weiterhin am Newnham College. Während des Ersten Weltkriegs zog sich die Familie nach Berkhamsted zurück, wo Cameron begann, sich im National Council of Women zu engagieren. Mit 85 Jahren starb Jessie Cameron in Southwold.